# معركة فيتوريو فينيتو
معركة فيتوريو فينيتو (بالإنجليزية: Battle of Vittorio Veneto) وقعت في 24 أكتوبر وانتهت في 3 ن،فمبر 1918 وانتصر فيها الإيطالي،ن انتصارًا حاسمًا. تُعتبر هذه المعركة هي نهاية الحملة الإيطالية في الحرب العالمية الأولى ونهاية الإمبراطورية النمساوية المجرية.